# Заибацу
Заибацу (јап. 財閥; финансијско удружење/група) је јапански термин који се односи на индустријске и финансијске пословне конгломерате који су постојали у Јапанском царству (1868—1947) до краја Другог светског рата. Заибацу су била породична предузећа чији су утицај и величина довели до тога да највеће од њих имају монопол над већим делом јапанске економије. Иако су званично нестала после Другог светског рата, она данас настављају да постоје у виду кеирецу конгломерата.

## Терминологија
Реч заибацу састоји се од канђија заи 財 (богатство, новац), и бацу 閥 (група, удружење). Иако термин заибацу настаје у 19. веку, а у ширу употребу улази тек после Првог светског рата, заибацу компаније постојале су и пре настанка самог термина.

## Историја и развој

### Настанак
Услови за настанак великих породичних предузећа у Јапану појављују се током Едо периода (1600—1868) јапанске историје, који се одликује настанком великих градова и грађанске класе ћонина(јап. 町人). Стицањем материјалног богатства ђонини постају моћнији од самураја, којима је било забрањено да се баве трговином, и праве своја прва велика предузећа. Две заибацу компаније које спадају у такозвану велику четворку, Сумитомо и Мицуи, своје почетке имају у Едо периоду, док су Мицубиши и Јасуда настали у каснијем периоду.

### Конфуцијанска етика
Прави потенцијал заибацу компанија могао је да се оствари тек када је Јапан отворио своје границе током Меиђи рестаурације и ушао у Меиђи период (1600—1868). Укида се шинокошо друштвени систем према ком су трговци били на дну друштвене лествице, тако да су у Меиђи периоду постали равноправни чланови друштва који су могли да развијају свој посао. Са друге стране, самираји су изгубили државне стипендије које су некада имали као повлашћени чланови друштва, тако да су били приморани да пронађу другачију врсту посла. Управо су у заибацу компанијама многи самураји постали управници предузећа, како су били некадашњи најобразованији друштвени сталеж. Некадашњи самураји су у пословну етику предузећа унели своје конфуцијанске принципе, који су и данас саставни скоро део сваког јапанског предузећа. Са собом су донели дисциплину, снажан ауторитет, поштавање хијерархије, осећај лојалности и друга начела која су водила бољем уређењу пословног окружења. Лојалност која је била основа јапанског конфуцијанизма Едо периода, постала је основа пословне културе Меиђи периода, што се и данас задржало у јапанским компанијама. Услед оваквих начела запослени су били спремни да посвете свој живот компанији, па чак и да дају живот за њу, што је познато као кароши.

### Развој
Уласком у Меиђи период Јапан укида феудализам и тежи да сустигне Западне силе као што су Енглеска, Француска, Немачка, Сједињене Америчке Државе итд. Заибацу, највеће и најутицајније компаније Јапана, су уз помоћ владе постале основа индустријске револуције у Јапану после 1870. године. Довољно велике и снажне, оне су понеле економски развој читаве земље, али успут су и успоставиле монопол на тржишту. Како капитализам није постојао у Јапану у ранијем периоду, није постојало ни великих капиталиста који би покренули развој, па је то радила држава помажући заибацу компаније.

### Јапанска освајања и заибацу
Захваљујући реформама и развитку, Јапан 1895. године побеђује у Првом кинеско-јапанском рату, а затим и у Руско-јапанском рату 1905. године када постаје светска сила и стиче чврсто упориште у Манџурији, као и у Кореји. Народи којима је Јапан владао били су нова радна снага која је производила у служби напретка Јапана, и радила је управо у заибацу компанијама. Заибацу су се развиле још већом брзином како су плате у новоосвојеним областима биле и до 50% мање него оне у Јапану, па су предузећа имала огроман профит.
Током Првог светског рата Јапан је преузео немачке области у Кини и на Пацифику. Како је Европа била захваћена ратом, Јапан монополизује тржиште на Истоку и јапанска роба нашла се у свим деловима Азије. Хемијска и тешка индустрија даље су наставиле да се развијају, како је Јапан наставио да осваја. Војсци је било потребно све оно што су заибацу компаније ових грана привреде производиле. Развој хемијске и тешке индустрије пратио је јапански рат против Кине, освајање Манџурије, али и остала освајања током Другог светског рата.

### Заибацу током Другог светског рата
Сматрајући да Западне силе неправедно преузимају монопол над свим ресурсима света, јапански милитаристи и десничари повели су Јапан у још ратова и освајања под изговором ослобађања Азије од Западних сила. Милитаристи су заибацу компаније користили за производњу ратних потрепштина. Директори и управници који су се противили оваквом коришћењу компанија у ратне сврхе били су мета милитариста, а један од примера је атентат на директора Мицуи заибацуа, Дан Такуму 1932. године.
Током Другог светског рата, а поготово после напада на Перл Харбор 1941. године, заибацу су производиле огромну количину свих ратних потрепштина, развијајући даље тешку и хемијску индустрију.

### Послератни епилог
После губитка у Другом светском САД окупира Јапан који је морао да изврши темељне промене друштва и државног уређења, а то је уједно значило и слободно тржиште које не може бити монополизовано великим заибацу компанијама. Циљ окупационих снага био је да се Јапан претвори у земљу која је заснована на демократији и предузетничком духу где свака компанија, независно од њене величине, има услове за развој и напредак. Ограничава се моћ власти, а заибацу су растављени или потпуно угашени. Уведени су закони против монопола и закон о децентрализацији, којима би све веће компаније биле присиљене да смање величину у случају да успоставе контролу над тржиштем у својој грани производње.
Заибацу компаније представљале су једну епоху, коју је Јапан требало да остави у прошлости, што је и био циљ окупационих снага. Из тог разлога заибацу су после Другог светског рата почеле да се представљају као зле компаније које су гурале државу у рат. Ипак, услед незадовољства шире јавности, али и људи из законодавних и пословних кругова, од првобитних 325 компанија, Комисија за ликвидацију холдинг компанија број за расформирање спушта на 100, а касније на само 9. Заибацу компаније званично нестају, али се многе модификују како би се прилагодиле новим законима и настављају да постоје, неке чак задржавајући исто име.

### Промена курса
Затезањем односа између САД-а и Совјетског Савеза, односно демократског Запада и комунистичког Истока, 1950. долази до рата у Кореји и јапанске компаније које су некада производиле ратне потрепштине за јапанску војску, сада су то чиниле за америчку. Из тог разлога, убрзо после краја Другог светског рата на неки начин се одустаје од уништења заибацуа које поново постају потребне. Америчка војска од јапанских предузећа наручује опрему и возила, а касније и оружје, док се политика демилитаризације јапанске привреде суспендује.

## Кеирецу
Иако велике компаније нису нестале у Јапану, оне јесу промениле своју структуру на више начина. Многе данашње кеирецу компаније настале су управо од заибацу компанија. Ипак, огромна разлика огледа се у томе што су заибацу компаније биле породичне, где је породица самовољно одлучивала о начину коришћења ресурса и профита компаније, што у кеирецу конгломератима није случај. Такође, кеирецу компанијама се законима забрањује монополистичка експанзија на мала и средња предузећа.